# Giovanni Zen
Giovanni Zen (fl. XX secolo) è stato un calciatore italiano, di ruolo difensore.

## Carriera
Dopo aver militato nel Tita Fumei, disputa con il Padova 4 gare segnando un gol nel campionato di Divisione Nazionale 1928-1929.
In seguito gioca nel Rovigo, fino al 1936.